# سیارک ۱۲۲۲۹
سیارک ۱۲۲۲۹ (به انگلیسی: 12229 Paulsson، نامگذاری:1985UK3) دوازده هزار و دویست و بیست و نهمین سیارک کشف شده‌است که در ۱۷ اکتبر ۱۹۸۵ کشف شد.
قدر مطلق سیارک برابر ۲۶.۹ است.